# 宮田裕司
宮田裕司（みやた ひろし、1959年 - ）は、株式会社フットボールクラブ水戸ホーリーホック元社長。茨城県水戸市出身。

## 経歴
1978年、茨城県立水戸第一高等学校卒業。高校卒業後、1980年に龍安寺へ入門するが、長くは続かなかった。
1984年、有限会社アプティック入社。1989年、金木屋材木店入社。30歳にして専務に就く。
2002年6月、特定非営利活動法人韋駄天設立。代表理事に就く。
2003年9月、水戸ホーリーホック支援持株会副理事に就く。
2006年4月、水戸ホーリーホック取締役就任。
2007年4月、小林寛の任期満了に伴い水戸ホーリーホック代表取締役社長就任。

## 飲酒運転隠匿事件
2007年8月10日、水戸ホーリーホックの名を冠したクラブスタッフとの懇親会で飲酒、その後自家用車を運転し自損事故を発生させた。警察に検挙されていない、つまり犯罪を犯していないという主張から、翌2008年の外部情報からの事件発覚まで、宮田もホーリーホックもこの事実を一切公表しなかった。
飲酒運転発覚後、2008年3月28日の臨時取締役会で事実関係を報告。ここでも「検挙されていない」という理由で、クラブは減給50%3カ月間の処分を科した。ここに至るまでホーリーホックはJリーグへの正式な報告を一切行っていなかった。